# Marko Błażewski
Marko Błażewski, mac. Марко Блажевски (ur. 10 listopada 1992 w Skopju) – macedoński pływak, dwukrotny uczestnik letnich igrzysk olimpijskich, rekordzista kraju na 200 m stylem zmiennym.
Dwukrotnie uczestniczył w igrzyskach olimpijskich. Zadebiutował podczas igrzysk w Londynie, zajmując 34. miejsce w wyścigu na 400 m stylem zmiennym. Wyprzedził w tym wyścigu dwóch sklasyfikowanych zawodników. Podczas ceremonii otwarcia igrzysk w Londynie pełnił rolę chorążego reprezentacji Macedonii.
Wystąpił również podczas igrzysk olimpijskich w Rio de Janeiro. W wyścigu na 200 m stylem zmiennym zajął 26. miejsce w rundzie eliminacyjnej i odpadł z dalszej rywalizacji, wyprzedzając tylko jednego sklasyfikowanego zawodnika – Tunezyjczyka Ahmeda Mathlouthiego. Mimo to osiągniętym w tym wyścigu rezultatem 2:02,54 ustanowił nowy rekord Macedonii na tym dystansie, poprawiając dotychczasowy o 0,44 s.
W 2009 i 2010 roku wystąpił w wyścigach na 800 m stylem dowolnym podczas mistrzostw Europy juniorów. Zajął 28. i 24. miejsce. Trzykrotnie uczestniczył w pływackich mistrzostwach świata – w 2011 roku był 46. na 800 m stylem dowolnym i 31. na 400 m stylem zmiennym, w 2013 roku zajął 46. miejsce na 200 m stylem zmiennym i 51. miejsce na 200 m stylem dowolnym, a w 2015 roku uplasował się na 33. miejscu w wyścigach na 200 i 400 m stylem zmiennym. Ponadto trzykrotnie wystartował w mistrzostwach świata w pływaniu na krótkim basenie. Najlepszy indywidualny rezultat w zawodach tej rangi osiągnął w 2014 roku, zajmując 23. miejsce na 200 m stylem zmiennym.